# Pseudopallene brevicephala
Pseudopallene brevicephala is een zeespinnensoort uit de familie van de Callipallenidae. De wetenschappelijke naam van de soort is voor het eerst geldig gepubliceerd in 2008 door Staples.